# Athena (rivista)
Athena è stata una rivista ideata e diretta da Renato Fondi nel primo decennio del Novecento.
La  rivista pistoiese, già dal primo numero, si proponeva di diffondere “in modo generoso e salutare il movimento intellettuale contemporaneo, fuori dal codazzo dei modernisti scamiciati e dei classicisti misoneici” e riteneva che “la combriccola dei futuristi insegna alla gioventù d'Italia di rinnegare il culto e la lingua di Dante per quella di Victor Hugo”. 
Tra i collaboratori figurano Raffaello Melani, Adelmo Damerini, Renato Fucini e Giuseppe Lipparini. 